# Titus Petronius

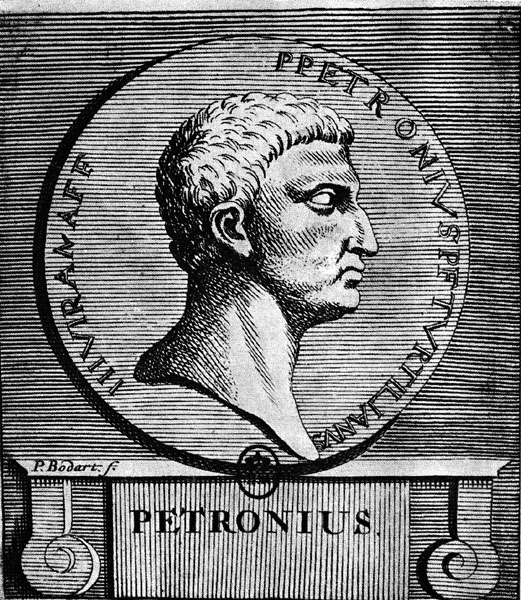
Petronius

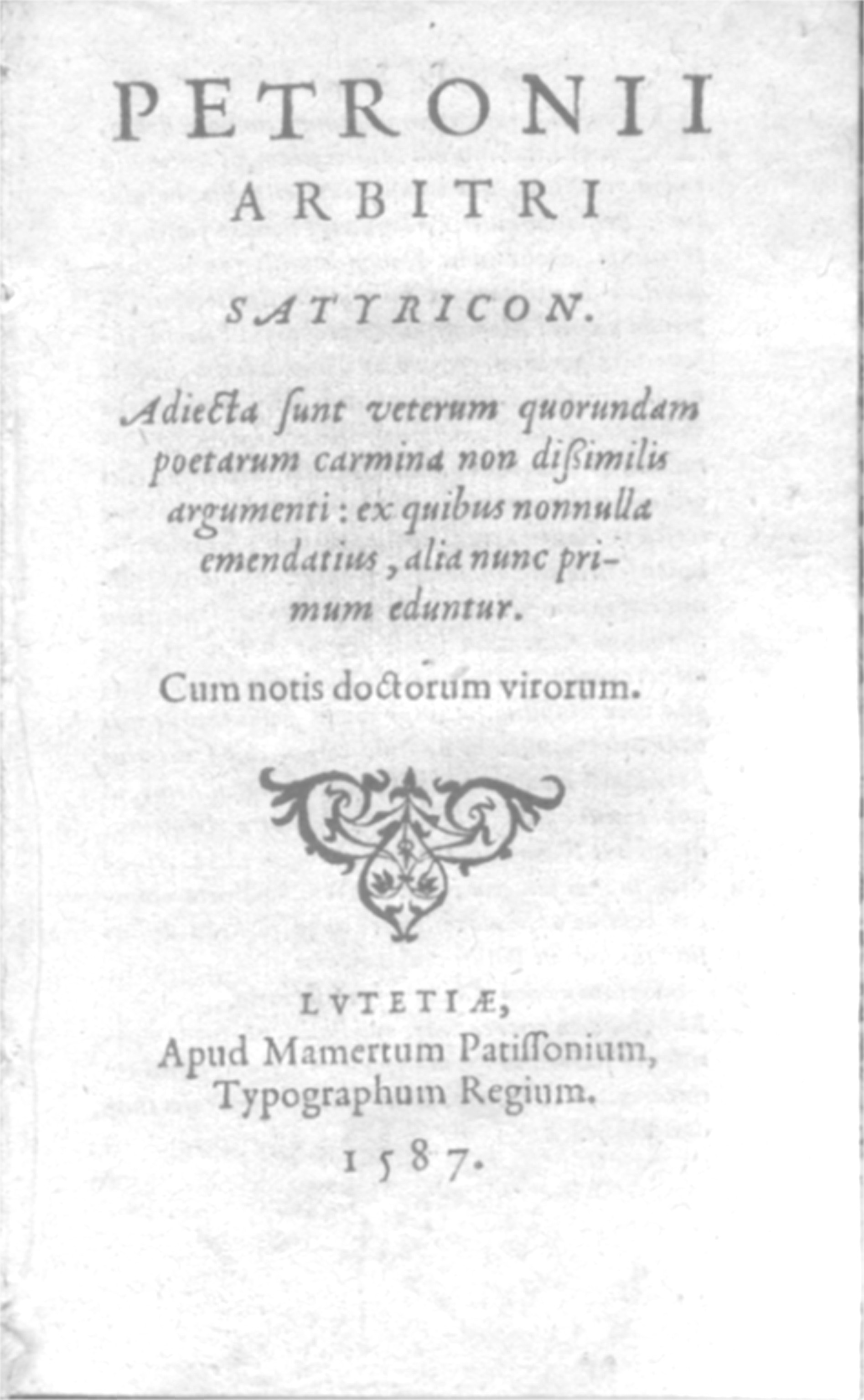
Die Satyricon-Ausgabe von Pierre Pithou, Paris 1587

Titus Petronius Arbiter (* um 14; † 66 in Cumae), auch bekannt unter den wohl unzutreffenden Namen Gaius Petronius, Gaius Petronius Arbiter oder Publius Petronius Niger, deutsch mitunter auch Petron, war ein römischer Senator und der Autor des satirischen Romans Satyricon. Das Cognomen Arbiter wurde nicht auf ihn vererbt, sondern erwuchs aus seiner Bezeichnung als Neros Arbiter Elegantiae, „Schiedsrichter des feinen Geschmacks“.

## Name und Herkunft
Zeitgenössische und frühe Quellen lassen den Vornamen Titus als sicher erscheinen:
- Frühester Zeuge für das praenomen T[itus] ist Petrons Zeitgenosse Plinius der Ältere († 79).[1]
- Plutarch († um 125) nennt ihn ausdrücklich „Titos“.[2]

Die Erwähnung als „Gaius“ bei Tacitus ist demgegenüber solitär und sekundär. Harry C. Schnur zufolge sei „Gaius“ lediglich eine fehlerhafte Ergänzung des Tacitus-Herausgebers Joseph Justus Scaliger, doch findet sich das „C.“ in allen Handschriften.
Petronius stammte wohl aus der Linie der Petronii ohne Cognomen und ist möglicherweise ein Sohn des Augurs Publius Petronius. Die in der neueren Forschung mitunter vertretene Identifizierung mit dem Suffektkonsul des Jahres 62, Publius Petronius Niger, ist kaum haltbar.
Die handschriftliche Überlieferung des Satyricon sowie Zitate bei späteren Schriftstellern nennen stets nur „Petronius“, „Arbiter“, „Petronius Arbiter“, wobei das als Cognomen aufgefasste Arbiter Petron offensichtlich durch seine Funktion als arbiter elegantiae Neros zuwuchs.
Erst im 6. oder 7. Jahrhundert erscheint die seltsam entstellte Form „Fronius“ oder „Franius“, die später (12. Jahrhundert) durch eine Verwechslung mit dem Togatendichter Lucius Afranius zu dem verbreiteten „Petronius Affranius“ führte.

## Leben
Vom Leben des Titus Petronius ist nur wenig mehr überliefert als das, was Tacitus berichtet.
Sein Werk bezeugt eine erstklassige Ausbildung. Die Zeit von 29 bis 35 brachte er vielleicht mit seinem Vater in Asia zu, so dass er die im Satyricon erwähnten Städte Ephesos, Pergamon und Troja selbst gekannt haben dürfte.
Nach Tacitus verbrachte Petronius den Tag im Schlaf, die Nacht in Geschäften. Obwohl er einen mit großem Aufwand betriebenen Müßiggang trieb, galt er nicht als Verschwender, sondern als gebildeter Kenner feiner Genüsse. Seine lockeren Sprüche wurden ihm als Aufrichtigkeit angerechnet. Dass dieser Müßiggang allerdings nur eine Facette seines Lebens – und vielleicht auch nicht einmal authentisch – war, bewies er (möglicherweise in den Jahren 57 bis 59) als energischer Prokonsul von Bithynien sowie bald darauf (November/Dezember 60?) als Konsul. Ob Petronius während seines Konsulats auch die lex Petronia eingebracht hat, ist umstritten und nicht nachweisbar.
Aus gegenseitigen Anspielungen in den Werken des Petronius und des Neroberaters Seneca hat man auf eine literarische Fehde der beiden Schriftsteller geschlossen.
Nero nahm ihn um diese Zeit unter seine wenigen Vertrauten auf und überließ ihm die Rolle als „Schiedsrichter des feinen Geschmacks“ (arbiter elegantiae). Hieraus dürfte sich später der Beiname „Arbiter“ ergeben haben. Vom Prätorianerpräfekten Tigellinus im Jahre 66 wohl aus Neid der Teilnahme an der Pisonischen Verschwörung gegen Kaiser Nero beschuldigt, kam Petronius einer Verurteilung zuvor. Seinen Suizid in Cumae inszenierte er auf betont lockere, natürliche Art (von Tacitus als Gegenstück zum Philosophentode Senecas beschrieben). Er schnitt sich die Pulsadern auf; sein Testament enthielt keine Lobhudeleien an den Kaiser, sondern eine detaillierte Schilderung von Neros neuesten Lastern. Plinius der Ältere ergänzt, dass Petronius kurz vor seinem Tod eine kostbare Schöpfkelle aus Flussspat zerbrach, damit sie nicht auf den Tisch Neros gelangte.

## Werk
Obwohl der satirische Roman Satyricon, von dem lediglich größere Teile erhalten sind, darunter die Cena Trimalchionis („Das Gastmahl des Trimalchio“), in zeitgenössischen Quellen nicht (direkt) erwähnt wird, gilt die Verfasserfrage heutzutage als geklärt. Von den zahlreichen Anspielungen auf Personen und Ereignisse ist keine jünger als die Nerozeit (54–68 n. Chr.).
Einzelne Bruchstücke sind – zumeist aus sprachlichem Interesse – verstreut bei vielen Schriftstellern und Grammatikern des Altertums überliefert.

## Rezeption
Die Figur des gebildeten Lebemannes Petronius erscheint im Roman Quo Vadis von Henryk Sienkiewicz und danach z. B. in der Verfilmung von Mervyn LeRoy (1951; Darsteller: Leo Genn). Volker Ebersbach hat in seinem historischen Roman Der Schatten eines Satyrs Leben und Werk des Petronius als Mittelpunkt gewählt. Zum Nachleben seines Werks siehe unter Satyricon (Petron).

„Petronius ist einer der Größten der Weltliteratur.“

„Das, was er geben wollte, hat er mit einer Genialität zu geben vermocht, die in der römischen Literatur unerreicht dasteht.“

Der Asteroid (3244) Petronius wurde am 8. Juli 1990 nach ihm benannt.

## Ausgaben
- Konrad Müller (Hrsg.): Petronii Arbitri Satyricon Reliquiae. 5. Auflage. Verbesserter Nachdruck der 4. Auflage. Saur, München u. a. 2003, ISBN 3-598-71257-X.
- Kurt Steinmann (Hrsg.): Satyricon Ein antiker Schelmenroman, Manesse Verlag, Zürich 2004, ISBN 3-7175-2050-4.
- Satyrikon. Die Begebenheiten des Enkolp, Neuausgabe Hofenberg, Berlin 2016, ISBN 978-3-8430-9121-3.